# Susan Hiller
Susan Hiller (Tallahassee, Florida,7 de marzo de 1940 – Londres, 28 de enero de 2019) fue una artista conceptual británica nacida en Estados Unidos que vivió en Londres, Reino Unido. Fue una figura clave en el arte británico durante cuatro décadas, conocida por sus innovadoras instalaciones multimedia a gran escala y por obras que tomaron como tema aspectos de la cultura que fueron pasados por alto, marginados o ignorados, incluidas las creencias paranormales un enfoqu al que ella se refirió como 'paraconceptualismo'.

## Biografía
Susan Hiller se crio en Cleveland, Ohio y en 1950 su familia se mudó a Coral Gables, Florida, donde asistió a la Escuela Secundaria Superior de Coral Gables, graduándose en 1957. En 1961 se licenció en Smith College. Estudio fotografía, cine, dibujo y lingüística en la ciudad de Nueva York y realizó estudios de posgrado en antropología en la Universidad de Tulane en Nueva Orleans con una beca de la Fundación Nacional de Ciencias, completando su Ph.D. en 1965. Con una beca del Instituto de Investigación de América Central (1962-1965) realizó trabajo de campo en México, Guatemala y Belice y  se volvió crítica con la antropología académica no quería que su investigación fuera parte de la objetivación de la contrariedad de los hechos vividos destinada a convertirse en otro hilo cómplice entretejido en el tejido de la 'evidencia' que ayudaría a la antropología a convertirse en ciencia". Durante una conferencia con diapositivas sobre el arte africano fue donde Susan Hiller sintió que el arte era sobre todo, irracional, misterioso, numinoso... y decidió que no se convertiría en antropóloga sino en artista: renunciaría a la realidad por la fantasía. Esta decisión de iniciar una práctica artística fue un esfuerzo, como recordaría más tarde por encontrar la manera de estar dentro de todas mis actividades.

## Estilo artístico
La práctica de Susan Hiller abarcó una amplia gama de medios que incluyen instalación, video, fotografía, pintura, escultura, performance, libros de artista y escritura. Durante un período vivió en Francia, Gales, Marruecos e India, y se instaló en Londres a finales de la década de 1960, desarrollando una práctica que era innovadora para su época e incluía una variedad de medios y trabajo basado en la actuación. Más tarde citó el minimalismo, Fluxus, aspectos del surrealismo y su estudio de la antropología como influencias principales en su trabajo, así como aspectos del feminismo.
A principios de la década de 1970,  creó investigaciones grupales participativas que incluyen Pray/Prayer (1969), Dream Mapping (1974) y Street Ceremonies (1973). Obras que se originaron desde su convicción de que el arte puede funcionar como una crítica de la cultura existente y como un lugar donde los futuros que de otro modo no serían posibles pueden comenzar a tomar forma. En 1973 la primera exposición de Susan Hiller fue una muestra colectiva en Gallery House en Londres que organizó con sus amigas Barbara Ess y Carla Liss. En ella presentó dos obras, una con su propio nombre y otra con el seudónimo de 'Ace Posible' (un juego de palabras con 'es posible'):
- Transformador, 1973, una estructura de rejilla de suelo a techo con tejido papel cubierto con las marcas del artista.
- Inquires,1973, una presentación de diapositivas de hechos recopilados de una enciclopedia británica que revelaba las definiciones culturalmente partidistas en lo que aparentemente era una fuente de información objetiva y equitativa.[9]

Después de mediados de la década de 1970, continuó su compromiso con el minimalismo. Para la obra de arte titulada 10 meses (1977-1979), tomó fotografías de su cuerpo embarazado y escribió un diario que documentaba los aspectos subjetivos de su embarazo.El trabajo final consta de diez bloques cuadriculados de veintiocho fotografías en blanco y negro, cada bloque correspondiente a un mes lunar. Las imágenes van acompañadas de extractos de las entradas de su diario durante el mismo período. Estos componentes se instalan en la pared en un patrón escalonado que desciende de izquierda a derecha. Lisa Tickner observó,

El sentimentalismo asociado con las imágenes del embarazo se pone de punta por el escrutinio de la mujer/artista sobre la que se actúa, pero que también actúa: que disfruta de un estatus precario como sujeto y como objeto de su trabajo. . . Los ecos del paisaje, las alusiones a la madurez y al cumplimiento, son rechazados por las angustias del texto y por el metódico proceso de representación.

Cuando se exhibió por primera vez en Londres el trabajo se consideró controvertido.
A lo largo de su carrera, se hizo conocida por hacer uso de fenómenos cotidianos y artefactos culturales de nuestra sociedad que comúnmente se pasaban por alto, denigraban o marginaban. Dichos artefactos culturales incluían postales, sueños, programas de Punch & Judy, informes de ovnis. avistamientos, informes de experiencias cercanas a la muerte, películas de terror, papeles pintados de dormitorios, letreros de calles, cerámicas y lenguas extintas. Usando las técnicas de coleccionar y catalogar, presentar y exhibir, transformó estas piezas efímeras cotidianas en obras de arte que ofrecen un medio para explorar las contradicciones inherentes en nuestra vida cultural colectiva, así como el inconsciente y el subconsciente individual y colectivo. Como artista, se interesó en las áreas de nuestra experiencia cultural colectiva que tienen que ver con experiencias devaluadas o irracionales: el subconsciente, lo sobrenatural, lo surrealista, lo místico y lo paranormal. Se comprometió con experiencias y fenómenos que desafían la explicación lógica o racional a través de técnicas científicas racionales de taxonomía, recopilación, organización, descripción y comparación. Sin embargo, no aplicó sistemas de juicio al trabajo, y se abstuvo de categorizar las experiencias como 'verdaderas' o 'falsas', 'hechos' o 'ficción'.
Muchos de sus trabajos exploran la liminalidad de ciertos fenómenos, incluida la práctica de la escritura automática
- Sisters of Menon, 1972/79
- Homage to Gertrude Stein, 2010

experiencias cercanas a la muerte
- Clinic, 2004

experiencias colectivas de inconsciente, subconsciente y paranormal. actividad
- Dream Mapping, 1974
- Belshazzar 's Feast, 1983–4
- Dream Screens, 1996
- PSI Girls, 1999; Witness, 2000.

Tomando prestadas estrategias del minimalismo para aplicar un marco racional a estos productos del inconsciente, la artista montó la obra Sisters of Menon en cuatro marcos en forma de L que, cuando se instalaron en la pared junto con cuatro páginas enmarcadas individualmente de su propio comentario, hacer un cruciforme.También publicó Sisters of Menon como libro de artista. Insistió en desdibujar los límites entre las definiciones culturales de racional e irracional, al mismo tiempo que restablecía la validez del inconsciente como fuente de conocimiento o verdad.
A partir de la década de 1980, Hiller incorporó el uso de tecnología de audio y visual como un medio para investigar estos fenómenos, lo que permite al visitante "hacer visiones a partir de señales auditivas y visuales ambiguas".
Hiller describió su práctica como paraconceptual, un neologismo que ubica su trabajo entre lo conceptual y lo paranormal. Al describir el trabajo de Hiller, la historiadora del arte Alexandra Kokoli señala que:

El trabajo de Hiller descubre la permeabilidad reprimida... de... constructos inestables pero preciados, como la racionalidad y la conciencia, el valor estético y los cánones artísticos. Hiller se refiere a este posicionamiento precario de su obra como 'paraconceptual', justo al lado del conceptualismo y vecino de lo paranormal, un sitio devaluado de la cultura donde las mujeres y lo femenino han sido a la inversa privilegiados. En el campo híbrido del paraconceptualismo, ni el conceptualismo ni lo paranormal quedan intactos... ya que... el prefijo 'para'- simboliza la fuerza de la contaminación a través de una proximidad tan grande que amenaza la solidez de todos los límites.

Hiller murió en Londres el 28 de enero de 2019 de cáncer de páncreas a la edad de 78 años

## Obra
- Pintura conceptual (1970–1984): obras de lienzo existentes de Hiller que se cortaron y volvieron a ensamblar en "bloques" de pintura, cuyas superficies se transformaron en volúmenes.
- Reliquias (comenzado en 1972): Hiller quemó obras anteriores y exhibió las cenizas en viales y otros recipientes científicos, no como un acto de destrucción sino de transubstanciación. Se llevó a cabo una nueva quema cada año durante el resto de su vida.
- Transformer (1973) y Transformation (1974): una instalación de papel suspendida basada en banderas de oración tibetanas.Transformer se cortó en 260 fragmentos y se unió a números individuales de la revista de vanguardia, Wallpaper, para hacer el nuevo, disperso pero único. trabajo,Transformación .
- Consultas / Consultas (1973–5): dos secuencias paralelas de proyector de diapositivas que presentan textos tomados de colecciones de hechos británicas y estadounidenses. También un libro de artistas.
- Dream Mapping (1974): una 'investigación grupal', en la que los participantes durmieron en anillos de hadas en un campo durante tres noches y produjeron mapas de sueños cada mañana siguiente.
- Dedicado a los artistas desconocidos (1972-1976): una instalación que consta de 14 paneles con más de 300 postales y gráficos de "mar agitado" que analizan las características lingüísticas y visuales de las tarjetas, junto con un libro de artista adjunto. Ahora parte de la Tate Collection y considerada una obra clásica del arte conceptual, en ese momento fue muy controvertida por mezclar la austeridad del conceptualismo con elementos del romanticismo y la cultura popular.
- 10 meses (1977–9): fotografías diarias que muestran el crecimiento del vientre de Hiller durante su embarazo, organizadas en paneles de 10 meses lunares, acompañadas de textos del diario de Hiller sobre ideas de embarazo, subjetividad y lenguaje.
- Sisters of Menon (1972/79): 4 paneles en forma de L, dispuestos en forma de cruz, que muestran páginas de la escritura automática de Hiller.
- Work in Progress (1980): obras anteriores sobre lienzo cuyos tejidos se desenhebraron durante una actuación de una semana en Matt's Gallery, los hilos luego se volvieron a trabajar en formas abstractas anudadas, en bucle y trenzadas.
- Monument (1980–1): una instalación que consta de fotografías de placas conmemorativas en Postman's Park, una por cada año de la vida de Hiller, frente a la cual hay un banco del parque donde los espectadores pueden sentarse y escuchar con auriculares una mediación sobre nociones de recuerdo., representación y heroísmo.[19]
- Autorretratos (1982–7): impresiones ampliadas a partir de imágenes de fotomatón trabajadas a mano, con escritura automática.
- Rough Seas (comenzado en 1982): cuadrículas de imágenes basadas en la colección de postales de "mar agitado" de Hiller, que exploran la relación entre la pintura y la fotografía.
- Belsasar 's Feast (1983–4): basado en informes periodísticos de personas que experimentaron visiones o mensajes sobrenaturales en sus televisores, el video presentaba llamas parpadeantes para despertar la capacidad de ensueño y pareidolia de los espectadores y fue la primera instalación de video en ingresar al Colección Tate.[20]
- Magic Lantern (1987): instalación que consiste en proyecciones de diapositivas de tres círculos superpuestos de diferentes colores y tamaños, con una banda sonora de cánticos y extractos de las grabaciones de EVP de Raudive .
- An Entertainment (1990): instalación de video de 4 canales basada en los espectáculos de marionetas de Punch y Judy.
- Del Museo Freud (1991–7) - Instalación que consiste en una vitrina, 220 x 1000 x 60 cm, que contiene 50 cajas hechas a mano llenas de numerosos elementos recopilados por Hiller, como un comentario sobre la exhibición museológica y la creación de significado.[21]
- Dream Screens (1996): obra de arte en Internet, encargada y organizada por Dia Art Foundation, basada en películas cuyos títulos incluyen la palabra 'sueño'.
- Wild Talents (1997): instalación de video de 3 canales que presenta grandes extractos proyectados de películas de ficción sobre niños con poderes telequinéticos y un pequeño televisor que muestra imágenes documentales de niños que experimentan visiones religiosas.
- PSI Girls (1999): instalación de video de 5 canales que presenta grandes extractos proyectados de películas de Hollywood sobre niñas con poderes telequinéticos, como un comentario sobre la amenaza subversiva del deseo femenino y la sexualidad adolescente.
- Witness (2000): una instalación 'audioescultórica' que consta de más de 400 altavoces en miniatura que reproducen informes de avistamientos de ovnis en todo el mundo. Una comisión de Artangel, se instaló originalmente en una capilla metodista abandonada en Goldborne Road, Londres.
- The J. Street Project (2002-2005): una documentación de cada letrero de calle en Alemania que contiene la palabra 'Juden' (judío), el proyecto consta de una serie de 303 fotografías, una instalación de video y un libro de artistas. Nombrada en 2019 por el periódico The Guardian como una de las mejores obras de arte del siglo XXI.[22]
- What Every Gardener Knows (2003): una instalación sonora basada en el sistema binario de la teoría genética mendeliana.
- Clínica (2004): instalación en la que las voces flotan sobre los visitantes en una galería aparentemente vacía, narrando relatos de experiencias cercanas a la muerte.
- Homages (comenzado en 2008): varios cuerpos de trabajo realizados en homenaje a figuras artísticas canónicas, a Marcel Duchamp, a Yves Klein, a Gertrude Stein, a Joseph Beuys, que comentan la historia no reconocida de la creencia esotérica dentro del pensamiento modernista.
- The Last Silent Movie (2007-2008) y Lost and Found (2016): instalaciones cinematográficas que recopilan ejemplos de idiomas en peligro de extinción o extintos y, en la última película, ejemplos de idiomas revividos con éxito.
- Die Gedanken sind frei (Los pensamientos son libres) (2012)
- Canales (2013)
- Resonante (2013)

### Libros de artista
- Rough Sea, Galería del Centro de Artes Gardner, Universidad de Sussex, Brighton, 1976; 56 ilust. b/n.ISBN 0950490806[23]
- Enquiries/Inquiries, Gardner Arts Center Gallery, Universidad de Sussex, Brighton, con The Arts Council of Great Britain 1979; textos como illus.ISBN 0950490822[24]
- Hermanas de Menon, Coracle Press para Gimpel Fils. Londres 1983; facsímil de textos y gráficos escritos a mano como illus. cubiertas de tablero pintadas a mano.ISBN 0906630029[25]
- After the Freud Museum, Book Works, Londres, 1995. Reimpreso en 2000; 79 ilust. b/n. portada, texto de Susan Hiller[26]
- Testigo, Artangel, Londres 2000; 21 b/n y col. ilus.[27]
- Split Hairs: The Art of Alfie West, autoeditado, Berlín, 2004, en coautoría con David Coxhead, 9 col. ilus.[28]
- The J. Street Project 2002-2005, Compton Verney, Warwickshire y Berlín 2005; 303 col. ilus. Introducción de Susan Hiller, epílogo de Jörg Heiser (texto en inglés y alemán)[29]
- Auras and Levitations, Instituto de Arte Contemporáneo con Book Works, Londres 2008; 70 b/n y col. ilus., texto de Susan Hiller.[30]
- The Dream and the Word, Black Dog Publishing, Londres 2012, 80 págs., texto de Susan Hiller.[31]

### Proyectos de docencia, escritura y curaduría
Susan Hiller como profesora influyó en una generación más joven de artistas británicos, y la crítica Louisa Buck la nombró como una de las personas clave del movimiento de jóvenes artistas británicos que surgió en el Reino Unido en la década de 1990.
Impartió clases en la Slade School of Fine Art de Londres durante la década de 1980.
Los artistas británicos que aprendieron de Hiller incluyen a Sonia Boyce, Zarina Bhimji, Tacita Dean, Douglas Gordon y Jane y Louise Wilson .
Después de su partida de Slade, trabajo como Profesora Visitante Distinguida de Bellas Artes en la Universidad Estatal de California, Long Beach en 1988; Presidente Visitante del Consejo de las Artes en UCLA, Los Ángeles en 1991–92; Profesor de Arte en la Universidad de Ulster, Belfast 1991–98; y Profesor Báltico de Bellas Artes en la Universidad de Newcastle 1999–2002.
Susan Hiller era  conocida por escribir y dar conferencias sobre arte. Hasta la fecha, se han publicado dos colecciones de textos de Hiller,
- Pensando en el arte: conversaciones con Susan Hiller.
- La textura provisional de la realidad: conversaciones y textos seleccionados 1977-2007.[33]

En 1976, fue coautora con David Coxhead del libro de historia del arte Dreams: Visions of the Night, sobre la representación de los sueños y los sueños en una variedad de culturas y tradiciones artísticas.
En 1991 editó el volumen interdisciplinario El mito del primitivismo derivado de una serie de seminarios que había organizado en Slade. Al reunir ensayos recientemente encargados por una variedad de artistas, historiadores del arte y antropólogos, incluidos Rasheed Areen, Guy Brett, Lynne Cooke, Jimmie Durham, Edgar Heap of Birds y Signe Howell, exploró la fusión del mito, la historia y la geografía que lleva a las ideas del primitivismo, y analizó su construcción, interpretación y consumo en la cultura occidental.
En 2000, Susan Hiller comisarió la exposición de Hayward Touring, 'Dream Machines'. Tomando su título de Dreamachine creado por Brion Gysin e Ian Sommerville, a quienes Susan Hiller había conocido en la década de 1960, el espectáculo reflejaba el interés de larga data de Hiller en las obras de arte diseñadas para inducir el ensueño y explorar estados alterados de conciencia. Reuniendo obras de arte históricas y contemporáneas, la exposición fue en gran parte responsable de reavivar el interés en Dreamachine entre una nueva generación de artistas británicos después de un período de relativa negligencia. La exposición estuvo acompañada de un catálogo con textos de Susan Hiller y Jean Fisher.

### Colecciones
Las obras de Hiller están incluidas en numerosas colecciones públicas y privadas internacionales, incluida la Tate Gallery, Londres; Museo de Arte Moderno, Nueva York; Centro Pompidou, París; Galería Nacional de Retratos, Londres; Galería Nacional de Arte, Washington D. C.; Museo Británico, Londres; Museo Ludwig, Colonia; Fundación Serralves, Oporto; Museo de Arte de Colby College, Colby, Maine; Fundación Ella Fontanals Cisneros, Miami; Frac Borgoña, Dijon; Henie–Onstad Kunstsenter, Oslo; Colección de esculturas de Henry Moore, Leeds; Inhotim, Brumadhino, Brasil; Museo de Israel, Jerusalén; Moderner Museet, Estocolmo; Galería Nacional de Arte de Australia Meridional, Adelaida; Museo de la Escuela de Diseño de Rhode Island, Providence, Rhode Island; Museo de Arte Smith College, Northampton, Massachusetts; Museo Metropolitano de Fotografía de Tokio; Museo Victoria and Albert, Londres.

### Catálogos y monografías seleccionados
- Susan Hiller: Recent Works, ensayos de David Elliott, Susan Hiller, Caryn Faure Walker. Publicado con motivo de las exposiciones en Kettle's Yard, Cambridge, del 8 de abril de 1978 al 30 de abril de 1978, y del Museo de Arte Moderno de Oxford, del 9 de abril de 1978 al 14 de mayo de 1978.
- Susan Hiller 1973–83: The Muse My Sister, ensayos de Guy Brett, Rozsika Parker, John Roberts. Publicado por Orchard Gallery con motivo de exposiciones tripartitas en Orchard Gallery, Derry, del 10 de marzo al 17 de abril de 1984; Gimpel Fils, Londres, 13 de marzo - 7 de abril de 1984; Third Eye Center, Glasgow, 17 de marzo - 14 de abril de 1984.
- Susan Hiller: Out of Bounds, ensayo de Lucy Lippard . Publicado por ICA, con motivo de la exposición en el ICA, 22 de octubre de 1986 - 23 de noviembre de 1986
- Susan Hiller: The Revenants of Time, ensayo de Jean Fisher . Publicado con motivo de exposiciones en Mappin Gallery, Sheffield, diciembre de 1990 - enero de 1991; Matt's Gallery, Londres, 19 de enero de 1991-31 de enero de 1991; Third Eye Center, Glasgow, 30 de marzo de 1991 - 27 de abril de 1991
- Susan Hiller, ensayos de Fiona Bradley, Guy Brett y Stuart Morgan . Publicado por Tate Publishing con motivo de la exposición en Tate Liverpool, 20 de enero de 1996 - 17 de marzo de 1996
- Susan Hiller: Lucid Dreams, ensayos de Guy Brett, Richard Grayson, Tim Guest y Denise Robinson. Publicado por Henie Onstad con motivo de la exposición en Henie Onstad, 9 de enero de 1999 - 14 de marzo de 1999
- Susan Hiller: Recall - Selected Works 1969-2004, editado por James Lingwood, ensayos de Rosemary Betterton, Guy Brett, Jean Fisher, Ian Hunt, Louise Milne, Denise Robinson y Stella Santacatterina. Publicado por BALTIC con motivo de las exposiciones, en BALTIC, del 1 de mayo de 2004 al 18 de julio de 2004; Museu Serralves, 15 de octubre de 2004 – 9 de enero de 2005; Kunsthalle Basilea, 30 de enero de 2005 - 27 de marzo de 2005
- Susan Hiller, editado por Ann Gallagher, ensayos de Yve-Alain Bois, Guy Brett, Jorg Heiser, Alexandra Kokoli, Jan Verwoert. Publicado por Tate Publishing con motivo de la exposición en Tate Britain, 1 de febrero de 2011 - 15 de mayo de 2011
- Susan Hiller: From Here to Eternity, ensayos de Richard Grayson,[38] Jörg Heiser y Ellen Seifermann. Publicado por Verlag für moderne Kunst con motivo de la exposición en Kunsthalle Nürnberg, del 10 de diciembre de 2011 al 19 de febrero de 2012.

## Premios y reconocimientos
- 1968 Fundación Karolyl, Vence, Francia (residencia)[39]
- 1969 Ministère des Beaux Arts, Marruecos (residencia)[39]
- 1975 Artista residente, Universidad de Sussex, Brighton (GB)[39]
- 1976 Fundación Gulbenkenian] Premio al artista visual (GB)[39]
- 1977 Premio al artista visual de la Fundación Gulbenkenian (GB)[39]
- 1981 Beca de la Asociación de Artes del Gran Londres (GB)[39]
- 1982 Beca itinerante de la Junta de Artes Visuales (Australia), Beca de la Fundación Nacional para las Artes (EE. UU.)[39]
- 1998 Beca Guggenheim en práctica de artes visuales (EE. UU.)[39]
- 2002 Residencia DAAD, Berlín, 2002-2003 (Alemania)[39]
- Kulturstifung des Bundes, Halle (Alemania)[39]
- Residencia Couvent des Recollets, París[39]